# 우륵의 6곡 물혜
물혜(勿慧)는 악사(樂師) 성열현(省熱縣) 사람 우륵(于勒)의 12곡 가운데 제6곡명으로 향촌의 농악(農樂)과 관련한 향가이다.

## 물혜(勿慧) 곡명의 원전사료
- 《삼국사기》에 우륵이 지은 12곡 가운데 6곡은 물혜(勿慧)[1]이다.

## 물혜(勿慧) 곡명의 지명설
- 물혜(勿慧)는 경상남도 함안군 이안(利安) 지방의 당시 이름을 본뜬 이 곡은 그 지방에서 불리던 민요같은 노래를 가야금곡으로 편곡한 것으로 추정된다.[2]
- 물혜(勿慧)는 말송보화(末松保和)는 무안(務安), 양주동(梁柱東)은 함양(咸陽), 김동일(金東旭)은 군위(軍威), 전중준명(田中俊明)은 고성군(固城郡)[3]으로 비정했다.
- 물혜(勿慧)는 지금의 전남(全南) 광양시(光陽市) 광양읍(光陽邑) 지역으로 비정한다.[4][5]

## 물혜(勿慧) 곡명의 분석
- 《삼국사기》에, 이에 대내마 주지(注知·법지), 계고(階古)·대사 만덕(萬德)을 보내어 그 기예를 전수하게 했다.

```
세 명이 이미 12(十二)곡을 전해받고 서로 일러 말하기를 이것은 번다하고
또 음란해서 우아하고 바르다고 할 수 없다. 마침내 
5곡
으로 요약하였다.

우륵
(于勒)이 처음 듣고 화를 냈지만 그 다섯 곡의 음을 듣고 눈물을 흘리면서 탄식하여 말하기를
즐거움이 넘치지 않고 애절하면서 슬프지 않으니 가히 바르다고 이른다.
[
6
]
[
7
]
```

- 우륵의 12곡명은 “번다하고 또 음란”한 보편적으로 유희적인 음악에서 5곡으로 축소하면서 대악(大樂)으로 발전한 것이므로 우륵의 12곡명은 국명으로 판단할 수 없다.
- 우륵의 12곡 가운데 다섯번째 곡조 물혜(勿慧)는 우기에 논물을 슬기롭게 관리하면서 두레기를 세운 농악의 향가로 유추한다.[8]